# NetMeeting
NetMeeting war eine Software von Microsoft für IP-Telefonie (Voice over IP), Mehrpunkt-Videokonferenzen, Chat und Datentransfer auf Basis des H.323-Protokolls. Des Weiteren kann man Microsoft-Programme (Word, Paint usw.) in Zusammenarbeit nutzen. Ein wesentlicher Bestandteil von NetMeeting ist die Funktionalität eines interaktiven Whiteboards. Es ist darüber hinaus möglich, die Ein- und Ausgabe eines Rechners auf einen anderen umzuleiten. Man kann sich also mit einem anderen PC über das Netzwerk verbinden; die eigene Tastatur und Maus steuert dabei den PC im Netzwerk, der eigene Monitor zeigt dabei die Ausgabe des PCs im Netzwerk an.
Es ist im Installationspaket des Internet Explorer 5 und in der Windows-2000-Standardinstallation enthalten und ab dem Internet Explorer 4+ benutzbar.
In Microsoft Windows XP wurde es zwar durch den MSN Messenger abgelöst, wird jedoch unter "%programfiles%\Netmeeting\conf.exe" standardmäßig installiert.
In Microsoft Windows Vista ist NetMeeting nicht mehr enthalten, kann unter den 32-Bit-Versionen aber nachinstalliert werden.
Das Programm wird von Microsoft nicht mehr weiterentwickelt. Bei Nachfolgeprodukt Office Communications Server wechselte Microsoft das Signalisierungsprotokoll von H.323 auf SIP, zuletzt wurde es unter dem Namen Skype for Business vertrieben.
In Zusammenarbeit mit Routern und Firewalls gibt es Verbindungsschwierigkeiten mit NetMeeting, da eine direkt erreichbare IP-Adresse vorausgesetzt wird. Die Weitergabe des TCP-Ports 1503 an den Rechner hinter dem Router erlaubt die Nutzung der Basisfunktionen, Sprach-/Videokommunikation erfordert zusätzlich das Weiterleiten des TCP-Ports 1720.